# Patricia Grace
Patricia Grace (născută în Wellington, Noua Zeelandă în 1937) este o importantă scriitoare māori, autoare de romane, nuvele și cărți pentru copii.